# ركود صفراوي عند الأطفال حديثي الولادة
الركود الصفراوي الوليدي ،أو الاصفرار الوليدي (بالإنجليزية: Neonatal Cholestasis)‏، يشير إلى ارتفاع مستويات البيليروبين المرتبطة المحددة في حديثي الولادة خلال أشهرهم الأولى من الحياة. تعرف ارتفاع مستويات البيليروبين المرتبطة بشكل سريري عندما تكون أكثر من 20٪ من إجمالي مستوى البيليروبين في المصل أو تكون تركيزات البيليروبين المرتبطة أكثر من 1.0 ملجم/ديسيلتر بغض النظر عن تركيز البيليروبين الإجمالي. قد يكون تشخيص الاصفرار الوليدي متنوعًا بشكل واسع، ومع ذلك، يسبب الجوهر الأساسي للمرض عدم النقل الصحيح و/أو عيوب في إفراز الصفراء من خلايا الكبد مما يؤدي إلى تراكم البيليروبين المرتبط في الجسم. عمومًا، يمكن أن تتفاوت الأعراض المرتبطة بالاصفرار الوليدي استنادًا إلى السبب الأساسي للمرض. ومع ذلك، فإن معظم الرضع المتأثرين سيظهرون باليرقان، والتصبغ الصفراوي في العينين، وفشل النمو، والبراز الفاتح أو الباهت، والبول الداكن.

## علم الأوبئة
يمكن أن يظهر الاصفرار الوليدي في حديثي الولادة خلال أشهرهم الأولى من الحياة. تبلغ حدوث الاصفرار الوليدي حوالي حالة واحدة في كل 2500 ولادة بالأطفال الأمهر. بينما يمكن أن يكون للاصفرار الوليدي عدة أسباب مرضية، يسبب رتق القناة الصفراوية نسبة تتراوح بين 35-40% من حالات الاصفرار الوليدي. يعد هذا واحدًا من أكثر الأسباب شيوعًا للإصابة بالاصفرار الوليدي. تسبب الاضطرابات الوراثية والأيضية بين 9-17% من الحالات، في حين تسبب العمليات العدوائية بين 1-9% من الحالات، وتسبب متلازمة ألاجيل بين 2-6% من الحالات، بينما تشكل الحالات اللامعروفة 13-30% من الحالات.

## الأسباب
بينما يشير الاصفرار الوليدي إلى ارتفاع مستويات البيليروبين المرتبطة في حديثي الولادة، هناك العديد من العمليات المرضية التي يمكن أن تسبب حدوث ذلك. أي اضطراب تشريحي أو إعاقة في المسالك الكبدية الصفراوية يمكن أن يؤدي إلى ارتفاع مستويات البيليروبين المرتبطة. فيما يلي بعض أسباب الاصفرار الوليدي:

### التشريحية والهيكلية
- رتق القناة الصفراوية [2]
- كيسة صفراوية [2]
- تحص صفراوي [2]
- الورم الخبيث [2]

### الأخطاء الوراثية والفطرية في عملية التمثيل الغذائي
- نقص ألفا-1 أنتيتريبسين [3]
- متلازمة ألاجيل [1]
- التليف الكيسي [3]
- الجالاكتوز في الدم [3]
- مرض جوشيه [3]
- مرض نيمان-بيك، النوع ج [3]
- اضطرابات الميتوكوندريا [1]
- اضطرابات البيروكسيسومال [1]

### الصفراوية
- الحمأة الصفراوية [2]
- التهاب الأقنية الصفراوية المصلب الوليدي [2]

### معد
- التهابات الشعلة [1]
- الفيروسية (مثل فيروس نقص المناعة البشرية ، والتهاب الكبد ، والفيروس الغدي ، والفيروس الصدوي ) [1]
- البكتيرية (مثل السل والزهري ) [1]

### السموم
- المخدرات [2]
- السموم الداخلية [2]

### الغدد الصماء
- قصور الغدة الدرقية [3]
- قصور الغدة النخامية [3]

## الفيزيولوجيا المرضية

### تكوين البيليروبين
يتكون البيليروبين من مصادرين: هيموغلوبين في خلايا الدم الحمراء وبروتينات تحتوي على الهيم في أنسجة أخرى في الجسم. يفرج عن البيليروبين غير المرتبط في مجرى الدم نتيجة لتحلل الهيموغلوبين والهيم. ينقل هذا البيليروبين غير المرتبط إلى الكبد عن طريق الألبومين. في الكبد، يحوّل البيليروبين غير المرتبط إلى البيليروبين المرتبط، مما يجعله أكثر قابلية للذوبان في الماء.

### نقلالصفراء
يطلق البيليروبين المرتبط من الكبد كصفراء ويتدفق إلى القناة الكبدية المشتركة. ستتحد القناة الكبدية المشتركة مع القناة الكيسية لتشكيل القناة الصفراوية المشتركة. ستتدفق القناة الصفراوية المشتركة إلى الاثني عشر من الأمعاء الدقيقة لإطلاق الصفراء، والتي تساعد في تحلل الدهون من الوجبات الغذائية.

### الآلية
أي اضطراب داخل الجهاز الكبدي-صفراوي، سواء في إفراز البيليروبين من الكبد أو نقل البيليروبين إلى الأمعاء الدقيقة، يمكن أن يسبب الاصفرار الوليدي وارتفاع مستويات البيليروبين المرتبط.

## العرض السريري
اليرقان الفيزيولوجي قد يكون حالة حميدة تظهر في حديثي الولادة حتى مرور أسبوعين من الحياة. ومع ذلك، يتطلب اليرقان الذي يستمر بعد مرور أسبوعين متابعة وقياس مستويات البيليروبين الإجمالي والمرتبط. مستويات البيليروبين المرتبط المرتفعة لا تكون أبدًا حميدة وتتطلب تقييمًا إضافيًا للاصفرار الوليدي. معظم الرضع المتأثرين بالاصفرار الوليدي سيظهرون باليرقان وتصبغ العينين وفشل النمو بعد مرور أسبوعين وبراز فاتح أو باهت وبول داكن. قد تختلف الأعراض الإضافية بناءً على سبب الاصفرار الوليدي. على سبيل المثال، إذا كانت أعراض المريض ناجمة عن كيس في القنوات الصفراوية، فقد يظهرون بألم في البطن والقيء وكتلة بطنية يمكن تلمسها. قد يظهر المرضى الذين يعانون من نقص ألفا-1 أنتيتريبسين بتضخم الكبد وارتفاع إنزيمات الكبد.

## التقييم والتشخيص
إذا كان هناك اشتباه في وجود اصفرار وليدي أو إذا كان الرضيع يظهر باليرقان بعد مرور أسبوعين من الحياة، يجب قياس مستويات البيليروبين الإجمالي والمرتبط. يعتبر وجود اصفرار وليدي إذا كانت قيمة البيليروبين المرتبط أكثر من 20٪ من إجمالي مستوى البيليروبين في المصل أو إذا كان تركيز البيليروبين المرتبط في المصل أكبر من 1.0 ملجم/ديسيلتر.
إذا كان هناك ارتفاع في مستويات البيليروبين المرتبطة، يعاد الحصول على فحص الأمواج فوق الصوتية لتقييم الكبد والمسالك الصفراوية بشكل أفضل. يمكن أن توفر الصور التشخيصية معلومات هيكلية لتحديد ما إذا كان الاصفرار الوليدي ناتجًا عن اختلاف تشريحي.
تطلب فحوصات مخبرية إضافية لتقييم سبب الاصفرار الوليدي بشكل أكبر. يمكن أن تكون العد والتفاصيل الشاملة للتحليل الكيمي (CMP) بما في ذلك إنزيمات الكبد والبروتين والألبومين، وفحوص التخثر مفيدة في تحديد ما إذا كانت الأعراض مرتبطة بالكبد، أو خلايا الدم الحمراء والهيموجلوبين، أو المرارة. إذا لم تكن الصور التشخيصية ونتائج التحاليل كافية لتحديد سبب الاصفرار الوليدي، يتوفر الاختبار الجيني لتحديد ما إذا كان السبب هو مرض وراثي.
يمكن إجراء فحص نسيج الكبد من خلال الجلد إذا لم تشير التقييمات الأولية إلى وجود اصفرار وليدي ولكن يشتبه فيه سريريًا. ستظهر الدراسة النسيجية توسيع وتكاثر للقنوات الصفراوية، مع وجود التهاب وانسداد للقنوات الصفراوية. 

## العلاج والتشخيص
العلاج والتوقعات للاصفرار الوليدي تعتمد على السبب النوعي. قد يتعافى بعض الرضع تمامًا من خلال تعديلات نمط الحياة والتدخل الجراحي، في حين قد يتقدم آخرون إلى الإصابة بأمراض الكبد المزمنة وفشل الكبد. بالنسبة للمرضى الذين يظهرون بالاصفرار الوليدي نتيجة للاصابة بالجلاكتوزميا، يُنصح للمرضى بتجنب الجلاكتوز في نظامهم الغذائي مدى الحياة. يمكن أن يكون هذا التعديل كافيًا في معالجة المضاعفات الوليدية.
تتطلب انسداد القنوات الصفراوية تدخلا جراحيًا عاجلًا مع إجراء الكولانجيوغرافيا خلال العملية الجراحية. يجرى الحبوبورتوإنتيروستومي (HPE) لاستعادة تدفق الصفراء من الكبد إلى الأمعاء الدقيقة.
الاصفرار الوليدي الناتج عن نقص ألفا-1 أنتيتريبسين لا يوجد لديه علاج محدد. بدلاً من ذلك، تدار الأطفال الذين يعانون من نقص ألفا-1 أنتيتريبسين أساسًا من خلال معالجة الأعراض سريرياً. ومعظم الأطفال سيحتاجون أيضًا إلى زرع كبد في المستقبل لأنهم سيتقدمون إلى الإصابة بتليف الكبد وسرطان الخلايا الكبدية و/أو أمراض الكبد المزمنة.
عمومًا، يشمل علاج الاصفرار الوليدي معالجة الحالة المرضية الأساسية. تختلف توقعات الاصفرار الوليدي أيضًا بناءً على العملية المرضية الأساسية.

## أنظر أيضا
- اليرقان الوليدي